# Tilleul de Turenne
Le Tilleul de Turenne est un très vieil arbre se trouvant à Fontaine dans le département français du Territoire de Belfort. L'arbre se situe juste à côté de la mairie de ce village. Le tilleul est devenu un site classé le 15 avril 1911 pour son caractère artistique.

## Description

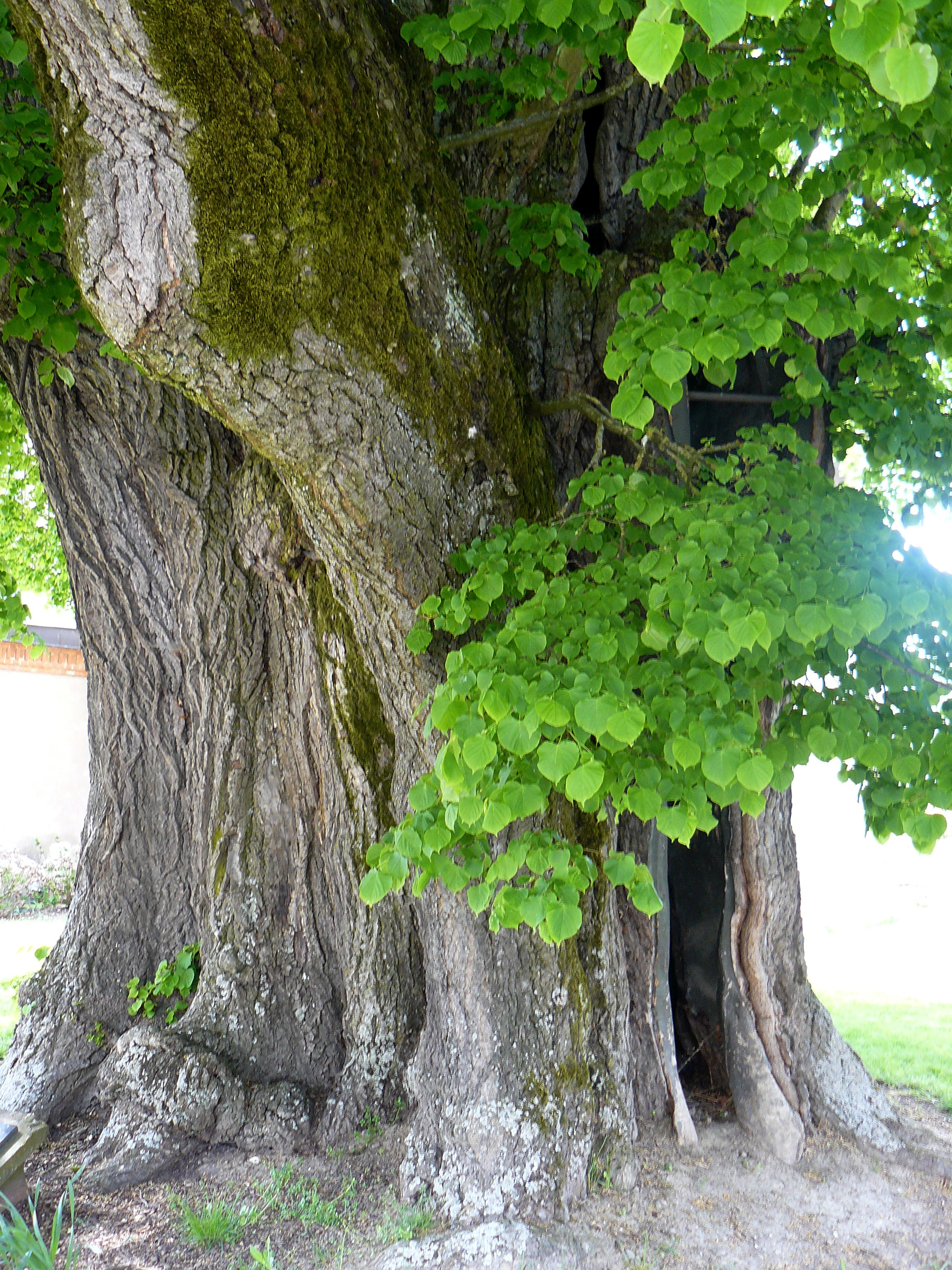
Détail du tronc du tilleul

Le Tilleul de Turenne est un arbre faisant partie de la famille des Tiliaceae  d’après la  classification classique. Sa circonférence est supérieure à 8 mètres à la base, et sa hauteur est d'environ 20 mètres. D’après les caractéristiques de cet arbre, on peut penser qu’il est âgé d’au moins 700 ans.

## Histoire
Le 29 décembre 1674, le maréchal de Turenne s’est arrêté sous le Tilleul de Turenne, avant de remporter le combat face aux Impériaux, à Mulhouse. Après cette victoire, le maréchal est revenu sous le Tilleul, et a fait de Fontaine son quartier général jusqu’à la bataille de Turckheim, le 5 janvier 1675.
En 1978, le gel a fait de gros dégâts sur le tilleul, sous le poids de la glace une de ses branches maîtresses s’est rompue.
Le maire de Fontaine, en unissant ses efforts avec ceux de l’architecte des bâtiments de France, réussit à trouver une personne capable de remettre l’arbre sur pied : François Tarvenier, « chirurgien arboricole », qui en février 1984 examina le tilleul ce qui lui permit d’établir un diagnostic. Puis en septembre 1985, François Tarvenier et son équipe ont procédé pendant deux semaines à une intervention chirurgicale des plus délicates. Les racines supérieures ont été excisées, nettoyées et enduites de produits désinfectants. Ils ont également purifié le creux du tronc par le feu et rempli par la suite de cailloux. Les branches ont été quant à elles élaguées sélectivement de manière que la silhouette de l’arbre soit conservée et ensuite haubanée. Pour finir le tronc a été consolidé et de la terre a été apportée autour de l’arbre lui permettant de survivre au gel de 1978.
Encore en 2024, il est possible de contempler cet arbre, grâce aux soins qui lui ont été consacrés, ainsi qu’à son entretien régulier.

## Autres sources
- « Le tilleul de Turenne (Photo prise en 2007) », sur skyrock.com via Wikiwix, 5 juin 2007 (consulté le 24 mai 2024)
- « Tilleul de Turenne, Fontaine (Territoire-de-Belfort) », sur Krapo arboricole, 24 novembre 2008 (consulté le 24 mai 2024)
- « Patrimoine et photographies de Franche-Comté », sur racinescomtoises.net (consulté le 24 mai 2024)